# Henk Vogels
Henk Vogels (Perth, 31 luglio 1973) è un ex ciclista su strada australiano, professionista dal 1995 al 2010. In carriera ha corso 5 Mondiali e 1 edizioni dei Giochi olimpici; vanta inoltre 52 vittorie su strada, oltre ad esser stato campione nazionale in linea nel 1999. Talvolta anche riportato come Henk Vogels jr. per distinguerlo dal padre, anch'egli ciclista professionista.
Nel 1991 è terzo ai Mondiali di inseguimento a squadre Juniores. Nello stesso anno giunge settimo ai Mondiali su strada Juniores svoltisi a Colorado Springs.

## Palmarès

### Strada
- 1991 (Juniores, una vittoria)

Ledegem-Kemmel-Ledegem
- 1994 (Dilettanti, tre vittorie)

Commonwealth Bank Classic
3ª tappa Rapport Toer
Classifica generale Olympia's Tour door Nederland
- 1995 (Amcal Chemist/Novell, quattro vittorie)

14ª tappa Herald Sun Tour
3ª tappa Great Southern Classic
5ª tappa Great Southern Classic
Classifica generale Great Southern Classic
- 1996 (Maylasia Airlines/Rabobank, quattro vittorie)

9ª tappa Herald Sun Tour
6ª tappa Tour de l'Avenir
2ª tappa Uniqa Classic
- 1999 (Credit Agricole, una vittoria)

Campionati australiani, In linea
- 2000 (Mercury, nove vittorie)

1ª tappa Vuelta Ciclista a la Rioja (Autol > Calahorra)
Clásica Internacional de Alcobendas y Villalba
2ª tappa Vuelta Ciclista Asturias (Oviedo > Llanes)
Capitol Cup
USPro Ch'ship
2ª tappa Fitchburg Longsjo Classic
Classifica generale Fitchburg Longsjo Classic
Zomergem-Adinkerke
1ª tappa Herald Sun Tour (Melbourne > Melbourne)
- 2001 (Mercury-Viatel, quattro vittorie)

3ª tappa Tour de Beauce (Lac Etchemin > Saint Georges)
Classifica generale Tour de Beauce
7ª tappa Herald Sun Tour (Yarrawonga > Echuca)
11ª tappa Herald Sun Tour (Ballarat > Ballarat)
- 2002 (Mercury, quattro vittorie)

1ª tappa Cascade Classic
4ª tappa Cascade Classic
2ª tappa Georgia Labour Day
12ª tappa Herald Sun Tour (Geelong)
- 2003 (Navigators, una vittoria)

1ª tappa Tour de Georgia (Augusta > Macon)
- 2007 (Toyota-United, una vittoria)

3ª tappa Central Valley Classic
- 2008 (Toyota-United due vittorie)

4ª tappa Tour of the Gila (Silver City > Silver City)
4ª tappa Gateway Cup (Saint Louis > Saint Louis)

#### Altri successi
- 1996 (Maylasia Airlines/Rabobank)

Criterium di North Bridge
- 1997 (Gan)

Criterium di North Bridge
Criterium di Leederville
- 1998 (Gan/Credit Agricole)

Criterium di Collingwood
- 1999 (Credit Agricole)

Criterium di Perth
- 2000 (Mercury)

Criterium di Boulder
- 2001 (Mercury-Viatel)

Criterium di Perth
- 2002 (Mercury)

Criterium di Baltimora
Criterium di Boise
Criterium di Boulder
Criterium di Cripple Creek
Criterium di Niwot
Criterium di Roswell
Mundberra Citris Capital Criterium
Criterium di East Aurora
- 2003 (Navigators Insurance)

Criterium di Aiken
- 2006 (Davimaton-Lotto)

Criterium di Nerang

## Piazzamenti

### Grandi Giri
- Giro d'Italia

2005: 136º
2006: 145º
- Tour de France

1997: 99º
1999: 121º
- Vuelta a España

1995: 114º
1998: fuori tempo massimo (11ª tappa)

### Classiche monumento
- Milano-Sanremo

1997: 61º
1999: 83º
2001: 174º
2006: 117º
- Giro delle Fiandre

1997: 15º
1998: 14º
1999: 51º
2006: 67º
- Parigi-Roubaix

1997: 10º
1998: 10º
1999: 43º
2001: ritirato
2005: 23º
2006: 28º
- Liegi-Bastogne-Liegi

1998: 44º

### Competizioni mondiali
- Campionato del mondo

Agrigento 1994 - Cronometro: 8º
San Sebastián 1997 - Cronometro: 16º
Valkenburg 1998 - In linea: 38º
Zolder 2002 - In linea: 120º
Madrid 2005 - In linea: 94º
- Giochi olimpici

Sydney 2000 - In linea: 30º